# Korzonek (Silésie)
Pour l’article homonyme, voir Korzonek (Opole).
Korzonek est une localité polonaise de la gmina de Konopiska, située dans le powiat de Częstochowa en voïvodie de Silésie.